# Ichihiro
La empresa Ichihiro (一広?), es un fabricante y comercializador japonés de toallas. Su sede central se encuentra en la ciudad de Imabari de la prefectura de Ehime.

## Datos
- Razón social: Ichihiro S.A. (一広株式会社 Ichihiro Kabushikigaisha?)
- Razón social (inglés): Ichihiro Co., Ltd.
- Fundación: 4 de enero de 1974
- Sede central: 〒794-0832 Hatchōnishi 4-1-6, Ciudad de Imabari, Prefectura de Ehime
- Teléfono: 0898-23-6126
- Director ejecutivo: Itsuhiro Ochi (越智　逸宏 Ochi Itsuhiro?)
- Cantidad de empleados: 226

## Historia
- 1971: en octubre Itsuhiro Ochi inicia la producción de toallas con 6 máquinas.
- 1974: el 4 de enero funda Ichihiro Towel Industry Co.
- 1979: se construye la Fábrica Higashimura (東村工場 Higashimura-kōjō?).
- 1981: se construye el edificio de la administración central y el centro de distribución en la Ciudad de Imabari.
- 1983: en enero constituye la empresa controlada Yasunori Co.
- 1983: en agosto finaliza la primera etapa de la construcción de la moderna Fábrica Asakura (朝倉工場 Asakura-kōjō?).
- 1984: en octubre se completa la segunda etapa de la Fábrica Asakura.
- 1985: en agosto se inaugura el edificio de la sede central y la sala de control de calidad.
- 1986: en diciembre Yasunori Co. inaugura su Fábrica Toyo (東予工場 Tōyo-kōjō?).
- 1987: completa la automatización de la Fábrica Toyo.
- 1988: en enero se completa la primera etapa de la ampliación de la Fábrica Toyo.
- 1990: en septiembre se completa la segunda etapa de la ampliación de la Fábrica Toyo.
- 1992: en julio inaugura su oficina en Tokio.
- 1997: en abril inaugura su ofician en Osaka.
- 1997: en diciembre la compañía cambia su denominación al de Ichihiro S.A.
- 2000: en abril inaugura el Museo de toallas Asakura.